# Philippe Machefer

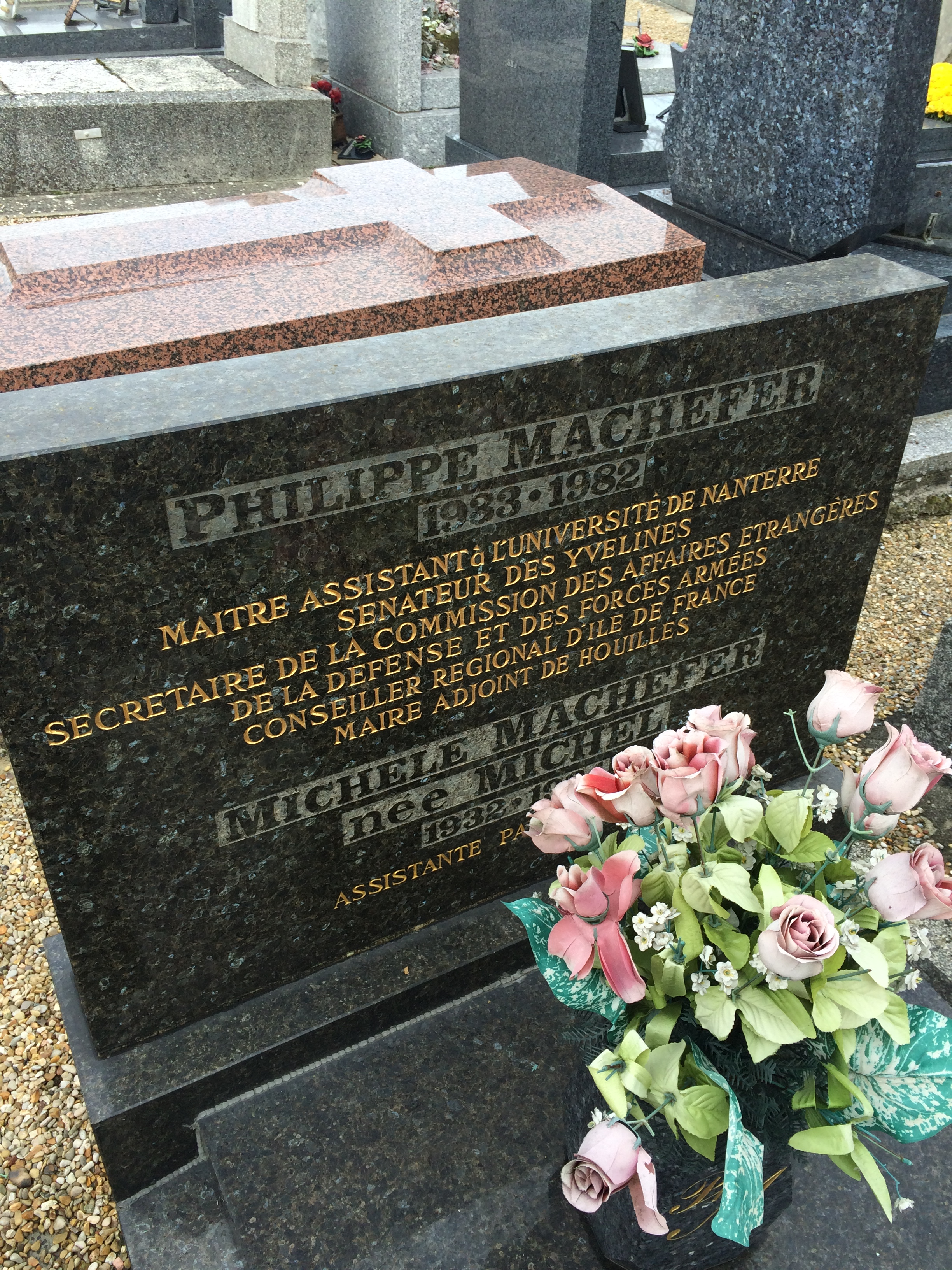
Tombe de Philippe Machefer au cimetière de Houilles (Yvelines).

Philippe Machefer, né le 22 décembre 1933 à Paris et mort le 15 août 1982 à Sallanches (Haute-Savoie), est un homme politique et historien français.

## Biographie
Professeur d'histoire-géographie, Philippe Machefer a été dans sa jeunesse lauréat du concours général d'histoire. Agrégé en 1958, il enseigne dans plusieurs grands lycées parisiens (Janson de Sailly, Condorcet). Il rejoint l'université Paris-Nanterre en 1970 en qualité d'assistant. Il devient maître-assistant en 1974.
Philippe Machefer est l'un des premiers historiens français à avoir travaillé sur les Croix-de-feu, sur l'organisation qui lui succède, le Parti social français, et sur leurs satellites. Il est d'ailleurs l'auteur d'une thèse inachevée sur le mouvement syndical de ce parti, la Confédération des syndicats professionnels français. Ses travaux s'inscrivent dans la lignée de ceux de René Rémond sur les droites françaises. Ce dernier a été son directeur de thèse.
Machefer s'engage vraiment en politique à l'occasion de la campagne présidentielle de 1965. Il est un soutien indéfectible de François Mitterrand, aussi épouse-t-il son parcours partisan. Il est successivement membre de la Convention des institutions républicaines puis, après la disparition de celle-ci lors du congrès d'Epinay en 1971, du Parti socialiste.
En 1973, il est premier secrétaire de la fédération socialiste des Yvelines. La même année, il échoue à se faire élire député. Habitant de Houilles depuis de nombreuses années, il est élu conseiller municipal de cette commune en 1971. Réélu en mars 1977 sur une liste d'Union des Gauches, il obtient le poste de deuxième adjoint. La même année, en septembre, grâce à son fort ancrage local, il devient sénateur des Yvelines. Très investi dans ce nouveau mandat, Philippe Machefer se spécialise notamment dans les questions de défense et d'affaires extérieures. Il se rend en Corée du Nord en décembre 1981 en qualité d'envoyé du gouvernement français puis en Corée du Sud en janvier 1982. Il est membre de l'Association d'amitié franco-coréenne qui lui consacre un hommage sur son site. Une plaque à son nom est présente dans la tour du Juche à Pyongyang en Corée du Nord dans l'ouverture située à la base du monument et prévue à cet effet.
Il se suicide par pendaison dans sa maison du Grand-Arvet en Haute-Savoie le 15 août 1982,,. René Martin, membre du Parti communiste français, prendra sa succession au Palais du Luxembourg.

## Détail des fonctions et des mandats
Mandat parlementaire
- 25 septembre 1977 - 15 août 1982 : sénateur des Yvelines

Mandats locaux
- mars 1971 - 15 août 1982: conseiller municipal de Houilles
- 1979 - 15 août 1982: conseiller régional d’Île-de-France

## Publications
- Philippe Machefer, « L'Action française et le P.S.F. », Études maurrassiennes, Aix-en-Provence, vol. 4,‎ 1980, p. 125-134